# Truls
Truls Heggero (geboren am 6. Mai 1981), Künstlername Truls, ist ein norwegischer Rockmusiker.

## Biografie
Bekannt wurde Truls Heggero als Sänger der Punkrockband Lukestar. Daneben hatte er auch noch ein Projekt mit dem Namen Truls and the Trees, bei dem er mit anderen Musikern in wechselnder Besetzung zusammenarbeitete.
Nach der Auflösung von Lukestar startete Truls 2013 eine Solokarriere. Mit der ersten Single Out of Yourself hatte er im April einen Charthit in Norwegen, der mit 8-fach-Platin ausgezeichnet wurde. Es wurde beim Spellemannprisen 2013 für eine Auszeichnung als Hit des Jahres nominiert. Das zugehörige Album Trvls erreichte im Herbst die Top 10.
2015 erschien mit Circles eine weitere Single, ein angekündigtes zweites Album von Warner Music wurde danach aber nicht mehr veröffentlicht.

## Diskografie
Alben
- Trvls (2013)

Lieder
- Out of Yourself (2013)
- The Next (2013, NO: Platin)
- Canyon (2015)
- Circles (2015)
- Amazing (2019)